# Sempiternal
Sempiternal es el cuarto álbum de estudio de la banda de rock británica Bring Me the Horizon. Fue lanzado el 1 de abril de 2013 en todo el mundo a través de RCA Records, un sello subsidiario de Sony Music, y el 2 de abril de 2013 en los Estados Unidos y Canadá a través de Epitaph Records. Es el primer álbum que presenta al ex tecladista de Worship, Jordan Fish y se cree que es el último álbum que presenta al guitarrista Jona Weinhofen. Sin embargo, el papel de Weinhofen en el desarrollo del álbum ha sido objeto de controversia.
Escrita y grabada a lo largo de 2012, Sempiternal mostró que la banda extraía diversas influencias de la música electrónica, la música ambiental y el pop. "Sempiternal" es una palabra inglesa arcaica que denota el concepto de "tiempo eterno" que nunca puede llegar a suceder. Proviene de la palabra latina "sempiternus" (una concatenación de la raíz "semper" y el sufijo "aeternum").
El álbum generó cuatro sencillos ("Shadow Moses"; "Sleepwalking"; "Go to Hell, for Heaven's Sake"; y "Can You Feel My Heart"). El álbum hizo su debut en el número 3 en la lista de álbumes del Reino Unido y es su segundo álbum consecutivo en encabezar las listas de ARIA en Australia. También logró alcanzar el n°. 11 en el Billboard 200 de Estados Unidos Con 27,522 ventas en la primera semana, lo que convirtió a Sempiternal en el álbum con las listas más altas de la banda en Estados Unidos hasta que That's the Spirit debutó en el n°. 2 en 2015. Tras su lanzamiento, el álbum recibió elogios de la crítica.

## Antecedentes
En 2011, Bring Me the Horizon estaba terminando la gira que se realizó en apoyo del álbum anterior de la banda, There Is a Hell, Believe Me I've Seen It. There Is a Heaven, Let's Keep It a Secret. Posteriormente, tenían la intención de lanzar un EP de remezclas que consistía en remezclas electrónicas de las canciones del álbum, todas realizadas por el productor electrónico británico Draper, con el objetivo de un lanzamiento tentativo en enero de 2012. Sin embargo, debido a la situación de la banda con su entonces sello Visible Noise, fue cancelada. Más tarde ese año, en julio, se anunció que la banda lanzaría su cuarto álbum en RCA Records.
Aunque la separación de la banda de Visible Noise no fue estrictamente agresiva, la banda quería unirse a un sello discográfico importante debido a la falta de recursos y apoyo que un sello independiente podría ofrecer durante el desarrollo y la promoción del álbum. Un ejemplo de esto es donde el líder de la banda, Oliver Sykes y su hermano, Tom, quien dirigió la película, querían lanzar un documental "detrás de escena" de la gira de Bring Me the Horizon llamado "Lads on Tour". Esto iba a ser parte de un relanzamiento de su tercer álbum. Sin embargo, esto no sucedió ya que Visible Noise no pudo pagar ciertas partes de la película. RCA Records ha brindado un largo apoyo a Bring Me the Horizon desde su firma, el sello presenta su firma de Bring Me the Horizon con la declaración "firmarte es tan importante como fichar a Metallica".

## Lista de canciones
| Sempiternal |                                 |          |  |
| N.º         | Título                          | Duración |  |
| 1.          | «Can You Feel My Heart»         | 3:47     |  |
| 2.          | «The House of Wolves»           | 3:25     |  |
| 3.          | «Empire (Let Them Sing)»        | 3:45     |  |
| 4.          | «Sleepwalking»                  | 3:50     |  |
| 5.          | «Go to Hell, for Heaven's Sake» | 4:02     |  |
| 6.          | «Shadow Moses»                  | 4:03     |  |
| 7.          | «And the Snakes Start to Sing»  | 5:01     |  |
| 8.          | «Seen It All Before»            | 4:07     |  |
| 9.          | «Antivist»                      | 3:13     |  |
| 10.         | «Crooked Young»                 | 3:34     |  |
| 11.         | «Hospital for Souls»            | 6:44     |  |
| 44:11       |                                 |          |  |

| Edición deluxe – The Deathbeds EP |                    |          |  |
| N.º                               | Título             | Duración |  |
| 1.                                | «Join the Club»    | 3:06     |  |
| 2.                                | «Chasing Rainbows» | 4:00     |  |
| 3.                                | «Deathbeds»        | 4:57     |  |

| Pista adicional japonesa |                               |          |  |
| N.º                      | Título                        | Duración |  |
| 12.                      | «Join the Club»               | 3:06     |  |
| 13.                      | «Deathbeds»                   | 4:57     |  |
| 14.                      | «Sleepwalking» (Instrumental) |          |  |

| Pista adicional edición iTunes deluxe |                            |          |  |
| N.º                                   | Título                     | Duración |  |
| 12.                                   | «Join the Club»            | 3:06     |  |
| 13.                                   | «Chasing Rainbows»         | 4:00     |  |
| 14.                                   | «Deathbeds»                | 4:57     |  |
| 15.                                   | «The studio tapes» (Video) | 12:19    |  |

## Créditos y personal
Bring Me the Horizon
| - Oliver Sykes – voz - Lee Malia – guitarra líder - Matt Kean – bajo - Matt Nicholls – batería - Jordan Fish – teclados Otros - Jona Weinhofen – guitarra rítmica (dejó la banda antes de publicarse el álbum, no aparece en los créditos) |

## Posicionamiento en listas
| Lista (2013)                            | Mejor posición |
| --------------------------------------- | -------------- |
| Alemania (Offizielle Top 100)           | 14             |
| Australia (ARIA)                        | 1              |
| Austria (Ö3 Austria)                    | 17             |
| Bélgica (Ultratop Flanders)             | 149            |
| Bélgica (Ultratop Valonia)              | 200            |
| Canadá (Billboard Canadian Albums)      | 22             |
| Escocia (Scottish Albums Chart)         | 5              |
| Estados Unidos (Billboard 200)          | 11             |
| Estados Unidos (Independent Albums)     | 2              |
| Estados Unidos (Top Alternative Albums) | 2              |
| Estados Unidos (Top Hard Rock Albums)   | 5              |
| Estados Unidos (Top Rock Albums)        | 3              |
| Finlandia (Suomen Virallinen Lista)     | 10             |
| Francia (SNEP)                          | 84             |
| Irlanda (IRMA)                          | 33             |
| Japón (Oricon)                          | 142            |
| Noruega (VG-lista)                      | 27             |
| Nueva Zelanda (Recorded Music NZ)       | 10             |
| Reino Unido (UK Albums Chart)           | 3              |
| Reino Unido (UK Rock & Metal Albums)    | 1              |
| Suecia (Sverigetopplistan)              | 32             |
| Suiza (Schweizer Hitparade)             | 69             |

| Lista (2013)                               | Mejor posición |
| ------------------------------------------ | -------------- |
| Australia (ARIA)                           | 69             |
| Estados Unidos (Billboard Top Rock Albums) | 67             |
| Reino Unido (UK Albums Chart)              | 163            |

## Certificaciones
| País           | Organismo certificador | Certificación | Ventas certificadas | Ref.   |
| -------------- | ---------------------- | ------------- | ------------------- | ------ |
| Alemania       | BVMI                   | Oro           | 100 000             | [ 46 ] |
| Australia      | ARIA                   | Oro           | 35 000              | [ 47 ] |
| Canadá         | Music Canada           | Oro           | 40 000              | [ 48 ] |
| Estados Unidos | RIAA                   | Oro           | 500 000             | [ 49 ] |
| Reino Unido    | BPI                    | Oro           | 100 000             | [ 50 ] |